# Contra Gracchos Tiberim habemus
Contra Gracchos Tiberim habemus — латинское крылатое выражение — Против Гракхов у нас есть Тибр.
Тиберий и Гай Гракхи — юноши из прославленного плебейского рода, внуки знаменитого полководца Корнелия Сципиона Африканского, который одержал решающую победу над Ганнибалом (то есть над карфагенянами) в 201 г. до н. э. Братья вошли как инициаторы аграрных реформ, предполагавших разделение общественных земель (ager publicus) между обедневшими плебеями. Реформы начались в 133 г. до н. э., когда Тиберий был избран народным трибуном (tribunus plebis). Они встретили яростное сопротивление богачей и привели к сильнейшим гражданским распрям и беспорядком, в ходе которых братья Гракхи были убиты. Тиберий погиб во время небывалого избиения граждан в народном собрании в день выборов народного трибуна на следующий год. Его труп был сброшен в Тибр — реку, издавна служившую властям Рима средством избавления от неугодных граждан и преступников. Гай Гракх погиб десять лет спустя, пытаясь продолжить на посту народного трибуна реформы брата.

При Сулле и Домициане Рим был смирен и безропотно разбавлял вино водой. Тибр играл в данном случае роль Леты: «Contra Gracchos Tiberim habemus. Bibere Tierim, id est seditionem oblivisci». (Пить из Тибра — значит забывать о мятеже).
(В.Гюго. Отверженные. — Киев: Радянска школа, 1986.,- Т.1. — с.457)